# Гері Ендрю Стівенс
Не варто плутати з іншим гравцем чемпіонату світу 1986 року — Гері Стівенсом
Гері Ендрю Стівенс (англ. Gary Andrew Stevens, нар. 30 березня 1962, Гіллінгдон) — англійський футболіст, захисник.

## Клубна кар'єра
Народився 30 березня 1962 року в місті Гіллінгдон. Вихованець футбольної школи клубу «Брайтон енд Гоув». Дорослу футбольну кар'єру розпочав 1978 року в основній команді того ж клубу, в якій провів п'ять сезонів, взявши участь у 133 матчах чемпіонату.  Більшість часу, проведеного у складі «Брайтон енд Гоув Альбіон», був основним гравцем захисту команди.
Своєю грою за цю команду привернув увагу представників тренерського штабу клубу «Тоттенгем Готспур», до складу якого приєднався 1983 року. Відіграв за лондонський клуб наступні сім сезонів своєї ігрової кар'єри. За цей час виборов титул володаря Кубка УЄФА.
1990 року перейшов до клубу «Портсмут», за який відіграв 2 сезони.  Тренерським штабом нового клубу також розглядався як гравець «основи». Завершив професійну кар'єру футболіста виступами за команду «Портсмут» у 1992 році

## Виступи за збірну
1984 року дебютував в офіційних матчах у складі національної збірної Англії. Протягом кар'єри у національній команді, яка тривала 3 роки, провів у формі головної команди країни лише 7 матчів.
У складі збірної був учасником чемпіонату світу 1986 року у Мексиці.

## Титули і досягнення
- Володар Кубка УЄФА (1):

«Тоттенхем Хотспур»:  1984
- Чемпіон Європи (U-21): 1984